# 娘からの宿題
『娘からの宿題』（むすめからのしゅくだい）は、長尾クニ子の小説作品、及びそれを原作としたテレビドラマ化作品である。

## 概要
昭和57年(1982年)6月7日愛媛県でパン屋をしていた長尾クニ子(1939 - 2004)は神戸市の会社で働いていた娘の恭子が交通事故に遇って最寄りの救急病院に運ばれたという連絡を受ける。だが、その容体の悪化を必死で訴える母親に、医師は終始取り合わなかった。容体は急変。救命救急センターへの緊急転送。手術。2週間におよぶ入院生活ののち娘は死亡した。単なる交通事故死として処理される娘の死。　
娘の死因を追究して、3年半におよぶ救急医療裁判を行った主婦の手記。
長尾は「医療と裁判を考える会」の代表も勤めた。
1988年に草思社 から出版した『娘からの宿題』は、テレビドラマとなって話題を集める。

## TVドラマ

### 1990年版
読売テレビ（YTV）制作、日本テレビ系列「木曜ゴールデンドラマ」枠にて1990年9月20日に放送された。

#### キャスト
- 池内淳子
- 川谷拓三
- 中村あずさ
- 江戸家猫八
- 西田健
- 原田大二郎[要出典]
- 高瀬春奈[要出典]
- 沖田浩之[要出典]
- 桜むつ子[要出典]
- 三谷昇[要出典]
- 佐々木勝彦[要出典]

#### スタッフ
- 脚本 - 水島総
- 演出 - 上野隆
- 制作 - よみうりテレビ

#### 前後番組
| 読売テレビ制作・日本テレビ系列 木曜ゴールデンドラマ | 読売テレビ制作・日本テレビ系列 木曜ゴールデンドラマ | 読売テレビ制作・日本テレビ系列 木曜ゴールデンドラマ |
| 前番組                                              | 番組名                                              | 次番組                                              |
| --------------------------------------------------- | --------------------------------------------------- | --------------------------------------------------- |
| 愛さずにはいられない （1990.9.13）                  | 娘からの宿題 （1990.9.20）                          | 松本清張の老春 （1990.9.27）                        |

### 1993年版
中部日本放送（CBC）制作、TBS系列「ドラマ30」枠にて1993年8月2日〜10月1日に放送された。全45話。

#### キャスト
- 山本陽子
- 有川まゆ
- 長澤ユキオ
- 小坂一也
- 草見潤平
- 田中優樹
- 山口充
- 織本順吉
- 真実一路
- 松橋登
- 駒塚由衣
- 山田辰夫
- 石田太郎
- 田島令子
- 鈴木美恵
- 天園祥子
- 神田紫
- 五月晴子
- でんでん
- 水島涼太
- 春木みさよ
- 田崎ますみ
- 津村鷹志
- 佐藤幸雄
- 地井武男
- 川村美恵
- 一瀬千絵
- 出典[3][4]

#### スタッフ
- 脚本 - 水谷龍二
- 演出 - 清水満、九鬼通夫
- 音楽 - 坂田晃一
- 制作 - 渋谷康生、山本恵三
- 制作会社 - 中部日本放送、総合ビジョン
- 出典[3][4]

#### 主題歌
- 『縦縞のシャツを着て』 歌 - 秋本祐子（作詞・作曲：小椋佳、編曲：千代正行）[3][5]

#### 前後番組
| MBS・CBC 平日13時台後半（ドラマ30枠）    | MBS・CBC 平日13時台後半（ドラマ30枠）   | MBS・CBC 平日13時台後半（ドラマ30枠）   |
| 前番組                                   | 番組名                                  | 次番組                                  |
| ---------------------------------------- | --------------------------------------- | --------------------------------------- |
| いのちを訪ねて （1993年5月31 - 7月30日） | 娘からの宿題 （1993年8月2日 - 10月1日） | 命ささえて （1993年10月4日 - 11月26日） |